# Parviz Firuzi
Parviz Firuzi es un deportista iraní que compitió en voleibol adaptado. Ganó tres medallas de oro en los Juegos Paralímpicos de Verano entre los años 1992 y 2000.

## Palmarés internacional
| Juegos Paralímpicos | Juegos Paralímpicos      | Juegos Paralímpicos | Juegos Paralímpicos      |
| Año                 | Lugar                    | Medalla             | Competición              |
| ------------------- | ------------------------ | ------------------- | ------------------------ |
| 1992                | Barcelona (España)       | Medalla de oro      | Torneo masculino sentado |
| 1996                | Atlanta (Estados Unidos) | Medalla de oro      | Torneo masculino sentado |
| 2000                | Sídney (Australia)       | Medalla de oro      | Torneo masculino sentado |